# Eichhamstock

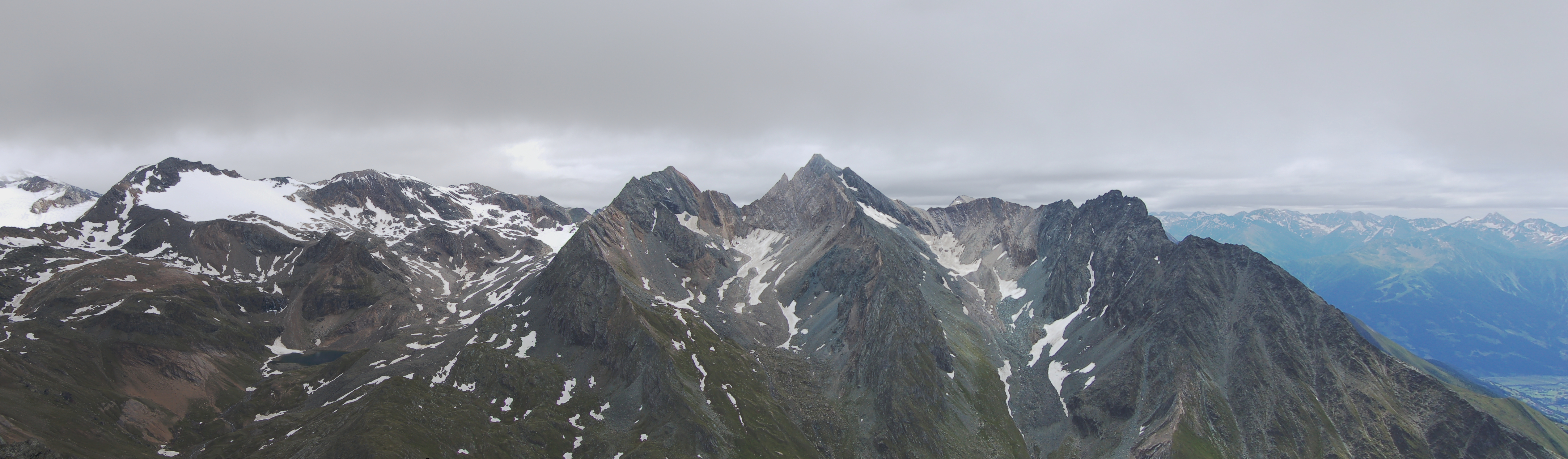
Weißspitze, Seeköpfe, Großer Hexenkopf, Hoher Eichham, Kuhhaut, Wunspitze und Wunwand von Westen

Der Eichhamstock oder Eichhamkamm ist ein Gebirgsstock im Venedigerstock bzw. in der Venedigergruppe. Höchster Gipfel des Eichhamstocks ist der namensgebende Hohe Eichham.

## Lage
Der Eichhamstock erstreckt sich im Südosten des sogenannten Venedigerstocks. Er wird im Norden vom Löbbental bzw. dem Löbbenbach, im Osten vom Frosnitztal, im Süden vom Virgental bzw. von der Isel und im Westen vom Timmeltal bzw. Timmelbach begrenzt. Im Osten bildet die Galtenscharte die Grenze zum Frosnitzkamm, im Nordwesten markiert das Wallhorn Törl den Übergang zum Wallhornkamm. Das Frosnitztörl stellt die Grenze zum Zentralen Venedigerstock dar. Die Gipfel des südlichen Eichhamstocks bilden zugleich den westlichen Teil der Virger Nordkette.
Der Eichhamstock erstreckt sich über drei Gemeinden Osttirols. Der westliche Teil des Eichhamstocks gehört zur Gemeinde Prägraten am Großvenediger, der Nordosten zur Gemeinde Matrei in Osttirol und der Südosten zur Gemeinde Virgen. Hierbei verläuft die Gemeindegrenze zwischen Prägraten und Matrei zwischen Weißspitze, Seeköpfen, Großem Hexenkopf und Hohem Eichham während die Gemeindegrenze zwischen Matrei und Virgen zwischen dem Hohen Eichham und der Linie Säulkopf und Rauhkopf verläuft. Große Teile des Eichhamstocks, insbesondere die Gipfelregionen, liegen im Nationalpark Hohe Tauern.

## Gipfel
| - Großer Hexenkopf (3314 m ü. A.) - Hinterer Seekopf (3234 m ü. A.) - Hohe Achsel (3161 m ü. A.) - Hoher Eichham (3371 m ü. A.) - Kleiner Hexenkopf (3191 m ü. A.) - Kuhhaut (3190 m ü. A.) - Niederer Eichham (3247 m ü. A.) - Maurer Röte (2873 m ü. A.) | - Säulspitze (3137 m ü. A.) - Säulkopf (3209 m ü. A.) - Rauhkopf (3070 m ü. A.) - Vorderer Seekopf (3282 m ü. A.) - Weißspitze (3300 m ü. A.) - Wunwand (3061 m ü. A.) - Wunspitze (3217 m ü. A.) |

## Gletscher
Die Region um die Weißspitze sowie um den Hohen Eichham ist noch stark vergletschert. So stoßen am Frosnitztörl nördlich der Weißspitze die mächtigen Gletscher des Äußeren Mullwitzkees und des Frosnitzkees zusammen. Südlich der Weißspitze erstreckt sich zudem zu den See- und Hexenköpfen das Garaneberkees, das beim Kleinen Hexenkopf bzw. der Seekopfscharte an das kleine Malfrosnitzkees stößt. Weitere größere Gletscher sind das Hexenkees zwischen den Hexenköpfen und dem Hohen bzw. Niederen Eichham, das Säulfrosnitzkees zwischen Niederem Eichham und dem Säulkopf und das Nillkees südöstlich des Hohen Eichhams. Das Kleine und Große Eichhamkees westlich des Hohen Eichhams sind hingegen bereits weitgehend abgeschmolzen.